# 普氏拟隆胎鳚
普氏擬隆胎鳚（學名：Emblemariopsis pricei），為輻鰭魚綱鳚形目煙管鳚科擬隆胎鳚屬的一種，被IUCN列為易危保育類動物，種名是為了紀念格林菲爾德獲准在伯利茲採集標本時任伯利茲總理的喬治·C·普萊斯（George C. Price，1919-2011），分布於西大西洋貝里斯及宏都拉斯海域，深度1至30公尺，本魚體延長，頭短鈍，無刺，眼上方無觸鬚，口腔頂部兩側各有一排牙齒，無側線、無鱗片，背鰭硬棘20枚、背鰭軟條12-14枚、臀鰭硬棘2枚、臀鰭軟條21-23枚，雄魚頭部黑色，有時鰓蓋上有白色斑點，上體至第六背棘水平處為黑色，該水平之後為灰色，下體為半透明淡黃色乳白色，胸鰭黑色，臀鰭基部黑色，外部白色，背鰭棘第1至8處為黑色，後部逐漸變為淺灰色；雌魚頭頂中央有橢圓形粉紅色斑點，背鰭無色，體長可達2.9公分，棲息在淺礁至陡峭的礁石壁，通常躲在空管蟲穴內，以浮游動物為食，雌魚產附著性卵，由雄魚守護魚卵，生活習性不明。